# CA-669
La CA-669 es una carretera autonómica de Cantabria perteneciente a la Red Local y que sirve de acceso a la población de Rozas.

## Nomenclatura

Indicador

Su nombre está formado por las iniciales CA, que indica que es una carretera autonómica de Cantabria, y el dígito 669 es el número que recibe según el orden de nomenclaturas de las carreteras de la comunidad autónoma. La centena 6 indica que se encuentra situada en el sector comprendido entre las carreteras nacionales N-634 al norte, N-623 al oeste y N-629 al este, y el límite con la provincia de Burgos al sur.

## Historia
Su denominación anterior era SV-5343.

## Trazado
Tiene su origen en la intersección con la CA-256 situada a 250 m del núcleo de Casatablas y su final en el centro de Rozas, localidad situada en el término municipal de Soba, municipio por el que discurre la totalidad de su recorrido de 2,9 kilómetros. El trazado finaliza en la plaza de la Iglesia de San Miguel Arcángel.
Su inicio se sitúa a una altitud de 154 m s. n. m. y el fin de la vía está situada a 401 m s. n. m. con lo que resulta una pendiente media del 8,5%. Para salvar el desnivel indicado, la carretera traza ocho curvas de herradura cruzando dos veces el barranco de las Banderas.
La carretera tiene dos carriles, uno para cada sentido de circulación, y una anchura total de 5,0 metros sin arcenes.

## Actuaciones
El IV Plan de Carreteras contempla la ampliación de sección de la carretera a 5,5 metros sin arcenes. Esta actuación quedó sin desarrollar debido a la falta de recursos.

## Transportes
No hay líneas de transporte público que recorran la carretera CA-669.

## Recorrido y puntos de interés
En este apartado se aporta la información sobre cada una de las intersecciones de la CA-669 así como otras informaciones de interés.
| Esquema         | PK  | Sentido Rozas (creciente) | Sentido Rozas (creciente) | Sentido Rozas (creciente)                          | Sentido Rozas (creciente)                          | Sentido CA-256 (decreciente)                       | Sentido CA-256 (decreciente)                       | Sentido CA-256 (decreciente) | Sentido CA-256 (decreciente) | Incidencias |
| Esquema         | PK  | Velocidad                 | Elemento                  | Salida                                             | Salida                                             | Salida                                             | Salida                                             | Elemento                     | Velocidad                    | Incidencias |
| Esquema         | PK  | Velocidad                 | Elemento                  | Dir.                                               | Nombre                                             | Nombre                                             | Dir.                                               | Elemento                     | Velocidad                    | Incidencias |
| --------------- | --- | ------------------------- | ------------------------- | -------------------------------------------------- | -------------------------------------------------- | -------------------------------------------------- | -------------------------------------------------- | ---------------------------- | ---------------------------- | ----------- |
|                 | 0,0 |                           |                           |                                                    | CA-669 ROZAS INCEDO                                | CA-256 RAMALES                                     |                                                    |                              |                              |             |
| CA-256 VEGUILLA | 0,0 |                           |                           |                                                    | CA-669 ROZAS INCEDO                                |                                                    |                                                    |                              |                              |             |
|                 | 0,0 |                           |                           | Río Gándara                                        | Río Gándara                                        | Río Gándara                                        | Río Gándara                                        |                              |                              |             |
|                 | 1,4 |                           |                           | Barranco de las Banderas                           | Barranco de las Banderas                           | Barranco de las Banderas                           | Barranco de las Banderas                           |                              |                              |             |
|                 | 1,5 |                           |                           |                                                    | INCEDO                                             | INCEDO                                             |                                                    |                              |                              |             |
|                 | 1,5 |                           |                           | Barranco de las Banderas                           | Barranco de las Banderas                           | Barranco de las Banderas                           | Barranco de las Banderas                           |                              |                              |             |
|                 | 2,0 |                           |                           |                                                    | INCEDO                                             | INCEDO                                             |                                                    |                              |                              |             |
|                 | 2,5 |                           |                           | ROZAS                                              | ROZAS                                              | ROZAS                                              | ROZAS                                              |                              |                              |             |
|                 | 2,8 |                           |                           | Final de la carretera en el núcleo urbano de ROZAS | Final de la carretera en el núcleo urbano de ROZAS | Final de la carretera en el núcleo urbano de ROZAS | Final de la carretera en el núcleo urbano de ROZAS |                              |                              |             |